# Checker 47
Checker 47 (né le 12 avril 2010) est un cheval hongre de robe grise, inscrit au stud-book du Westphalien, et monté en saut d'obstacles par le cavalier allemand Christian Kukuk.
Il est médaillé d'or en individuel aux Jeux olympiques d'été de 2024.

## Histoire
Checker 47 naît le 12 avril 2010 chez l'éleveur westphalien Wolfgang Kipp, établi sur la commune de Ibbenbüren.
Ses propriétaires sont le footballeur Thomas Müller, et l'entrepreneure allemande Madeleine Winter-Schulze. Tous deux ont promis de ne pas le vendre.
Checker 47 est formé aux écuries d'Otto Becker durant sa jeunesse, où il est monté par la cavalière Suédoise Wilma Hellström. À partir de 2015, c'est Kaya Ehning qui le monte, puis durant l'été 2016, son nouveau cavalier est le Néerlandais Niels Kersten. Au début de l'année 2017, il change de nouveau de cavalier en passant sous la selle de Marcus Merschformann, avant de revenir à Kersten jusqu'au mois de mars 2019. L'Allemand Frederick Troschke le récupère en août, puis à la fin du mois d'octobre 2020, l'Allemand Christian Kukuk devient son cavalier.

## Description
Checker est un hongre de robe grise, inscrit au stud-book du Westphalien.

## Palmarès
- mars 2023 : vainqueur du Grand Prix du CSI5* de Wellington[5] ;
- 2023 : vainqueur de l'épreuve de vitesse à 1,50 m à l'étape Global Champions Tour de Rome[6] ;
- août 2024 : médaille d'or individuelle de saut d'obstacles aux Jeux olympiques d'été de 2024, avec Christian Kukuk[7],[8] ;

## Origines
Cheker 47 est inscrit comme Westphalien, il présente des origines essentiellement allemandes, et secondairement belges et françaises. C'est un fils de l'étalon Westphalien Comme il faut, et de la jument Oldenbourg Pamina, par l'étalon Holsteiner Come on.
Il présente 32,91 % d'origines Pur-sang d'après le calcul du site web Hippomundo.